# Nadine de Rothschild

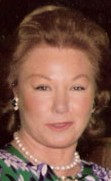
Nadine de Rothschild

Nadine de Rothschild (* 18. April 1932 als Nadine Lhopitalier in Saint-Quentin, Département Aisne, Frankreich) ist eine französische Autorin und war unter dem Künstlernamen Nadine Tallier Schauspielerin. Sie war die Ehefrau des Bankiers Edmond Adolphe de Rothschild († 1997) und somit Teil der Rothschild-Dynastie. Als Erbin des Vermögens ihres Mannes – er galt als reichster Rothschild – besitzt sie eine Hotelkette, Weingüter, Immobilien und ist Aufsichtsratsmitglied in verschiedenen Industriekonzernen.

## Filmografie (Auswahl)
- 1954: Madame Dubarry (Madame Du Barry)
- 1954: Versailles – Könige und Frauen (Si Versailles m'était conté)
- 1956: Fernand Cowboy (Fernand cow-boy)
- 1956: Das Gänseblümchen wird entblättert (En effeuillant la marguerite)
- 1956: Miss Catastrophe
- 1956: Der Glöckner von Notre Dame (Notre-Dame de Paris)
- 1957: Woll’n Sie nicht mein Mörder sein? (Comme un cheveu sur la soupe)
- 1957: Mädchenfalle (Donnez-moi ma chance)
- 1958: Der Club der flotten Bienen (Cigarettes, Whiskey et p’tites p´pées)
- 1958: Ein Paß für die Hölle (Visa pour l‘enfer)
- 1959: Rhapsodie in Blei (Long Distance)

## Werke
- La baronne rentre à cinq heures. Lattès, Paris 1984, LCCN 84-208731.
deutschsprachige Ausgabe: Baronin von Beruf. Ullstein, Frankfurt am Main 1989, ISBN 3-548-22161-0.
- Heureuse, et pas fâchée de l’être. Lattès, Paris 1987, LCCN 87-162104.
- Parlez-moi d’amour. Fixot, Paris 1989, ISBN 2-87645-051-8.
- Le bonheur de séduire, l’art de réussir. Savoir vivre aujourd’hui. Fixot, Paris 1991, ISBN 2-87645-084-4.
- Natara. Roman. Fixot, Paris 1994, ISBN 2-87645-190-5.
- Femme un jour, femme toujours. Fixot, Paris 1997, ISBN 2-221-08464-0.
deutschsprachige Ausgabe: Die Kunst der Verführung. Geheimnisse einer Frau von Welt. Ueberreuter, Wien 1999, ISBN 3-8000-3729-7.
- L’amour est affaire de femmes. Laffont, Paris 2001, ISBN 2-221-09345-3.
- Jours heureux à Quiberon. Lafon, Neuilly-sur-Seine 2002, ISBN 2-84098-780-5.
- Sur les chemins de l’amour. Laffont, Paris 2003, ISBN 2-221-09836-6.
- Les hommes de ma vie. Michel, Paris 2007, ISBN 978-2-226-17613-4.